# Іво Робич
Іво Робич хорв. Ivo Robić (29 січня 1926 року , Беловар, Хорватія — 9 березня 2000 року, Загреб, Хорватія) — хорватський композитор XX століття, співак і поет XX століття. Є одним із перших представників хорватської естрадної музики.

## Життєпис
Іво Робич народився 29 січня 1923 року в Хорватії. У 1943 році розпочав музичну кар'єру і записав більше сотні шлягерів. Був співаком оркестру, виступав у барі «Grill Room » в Загреб і. Згодом співак пройшов прослуховування радіостанції «Zagreb» і почав виступати в радіопередачі «Državne krugovalne postaje Zagreb ». У 1943 році Іво був мобілізований в армію. Юнак потрапив у Просвітницький батальйон освітнього відділу Міністерства збройних сил. Тому його не відправили на фронт. Іво Робич продовжував співати. У 1949 році Робич записав свою першу платівку «Ti ni ne slutiš / Kad zvjezdice» і з 1950 року виступав у готелі «Kvarner» в Опатії. Це була головна його сцена до кінця 1980-их років.
Робич також знявся в кінофільмі «Ljubav i moda». Згодом Робич пішов з великої сцени і почав виступати на регіональних фестивалях, здійснив тури по Німеччині, Америці та Австралії.
І. Робич — співак, який зумів побудувати успішну міжнародну кар'єру. Талановитий виконавець, композитор, автор хітів, « Rodni moj kraju» (1947), «Srce, laku noć» (1954), «Samo jednom se ljubi» (1957) і « Mužikaši » (1966). Відмінно грав на фортепіано, саксофоні, кларнеті. Помер у Загребі і був похований на цвинтарі Мірогой.

## Творча діяльність
Робич успішно працював з композитором і автором пісень Марією Кинель. Так з'явилися такі пісні, як «Uzalud plačeš», «Ko divan san», «'Čežnja i Jadran u noći» 1953), «Samo jednom se ljubi» (1956), « Srce laku noć» (1956).
У 1953 році Робич переміг на фестивалі Zagrebfest з піснею «Ta tvoja ruka mala».
Він продовжував працювати з Бертом, який тоді керував одним із найпопулярніших оркестрів у Німеччині. Разом вони записали спільний альбом і 14 синглів для «Polydor», в тому числі і такі хіти, як «Muli Song», «Mit 17 fängt das Leben erst an», «Rot is der Wein» і «Fremde in der Nacht» (Strangers in the Night (пісня)).
У 1956 році Робич успішно пройшов конкурсний відбір звукозаписної компанії «Supraphon» із Чехії і отримав можливість записати новий сингл під назвою «'Vaš dum šel spat». Завдяки співпраці з « Supraphon» до 1965 року записав 55 синглів.
У 1957 році Робич, представляючи СФРЮ, виступив на виставці в Лейпцигу разом з белградською співачкою Лолою Новакович. Через рік представники звукозаписної компанії «Polydor» з Гамбурга запропонували йому зробити перший пробний запис — так народилася « Morgen» Менш ніж за рік сингл «Morgen» став золотим і приніс Робичу «Бронзового лева» — нагороду відомого радіо Люксембурга.
У 1960-ті роки Іво також активно виступав у Югославії. У 1958 році разом із маленькою Зденкою Вучкович тріумфально виконав пісню « Mala djevojčica» на фестивалі в Опатії, де їхній дует переміг. Ця пісня кілька років виконувалася на радіо разом з такими хітами, як «Tampico», «Baš je divan sunčan dan», «Tvoj і Srček dela tika taka».

## Дискографія
Сингли
- 1949. Ti ni ne slutiš/ Kad zvjezdice male
- 1950. Ritam veselja
- 1951. Serenada Opatiji
- 1952. Siboney
- 1953. Ta tvoja ruka mala
- 1953. La Paloma
- 1954. Ta tvoja ruka mala
- 1956. Nekada sam i ja volio plavo cvijeće
- 1956. Samo jednom se ljubi,- C-6499
- 1957. Que sera sera
- 1958. Prva ljubav / Samo jednom se ljubi, -SY 102
- 1958. Granada / Mexico,-SY 1027
- 1958. Mala djevojčica (Opatija ’58) / Kućica u cveću, -SY 1038
- 1959. Kao prije (Come prima) Taccani,
- 1961. U mom srcu / Lijepa zemljo moja,-EPY 3008
- 1961. Samo jednom se ljubi / Ja ću doć… / Ne plači / Za tobom čeznem,-EPY 3026
- 1961. Kroz Dalmaciju s Ivom Robićem,-EPY 3110
- 1962. Orfejeva pjesma / Marjolaine / I Sing Amore / Jesen na Zrinjevcu,-EPY 3072
- 1963. La paloma (Bijeli golub) / Adio, Mare,-SY 1188
- 1964. Sedamnaestogodišnjoj / Pozdrav na rastanku / Moj sunčani kut / Sucu-sucu,-EPY 3122
- 1964. «08» Ching — Ching — Ching / Jednom ćeš shvatiti / Adios, amigo / Znam da pripadaš drugome,-EPY 3294
- 1967. Stranci u noći / Volim te / Lijep je naš dan / U nama- EPY 3779
- 1968. Dugo toplo ljeto/Ti i ja/Svijet iza nas / Serenada Opatiji, -EPY 3981
- 1968. U plavo jutro / Pjesma za tebe / Ja želim/Zašto te toliko volim,-EPY 4106
- 1970. Nitko nije sretniji od mene / Riječko veče,-SY 1621
- 1970. Daj, otpri obločec / Najlepše reči, -SY 1662
- 1971. Tko je znao / Ti meni značiš sve,-SY 11877
- 1971. Grade moj / Zaljubljen u svoj grad,-SY 21836
- 1974. Ti nikad zaboravit nećeš (Zagreb ’74) / Kuda sad,-SY 22731

Альбоми
- 1956. Pjeva Vam Ivo Robić,-LPM 12
- 1957. Cowboyske pjesme, -LPM 13
- 1959. Ivo Robić uz Zabavni orkestar Ferde Pomykala, -LPY-44
- 1963. Ivo Robić i orkestar Krešimira Oblaka, Jugoton-LPY 625
- 1965 Jubilarni koncert, Jugoton-LPY-658
- 1969 Milion i prva ploča,-LPVY-S-778
- 1972. Ivo Robić Pjeva melodije Nenada Grceviča,-LSY-60966
- 1976. Sav svijet je tvoj,-LSY-61233
- 1977. 18 zlatnih hitova,-LSY-61362
- 1984. Žuto lišće jeseni,-LSY 61970
- 2001. Pjeva Vam Ivo Robić — Izvorne snimke 1949—1959, Croatia Records-CD 5413530
- 2002. 20 zlatnih uspjeha, Croatia Records-CD D 5 04789 6
- 2006. The Platinum Collection, Croatia Records- 2CD 5706526
- 2007. Mister Morgen, Croatia Records-CD 5729687

Платівки, випущені в Німеччині
- 1959. Morgen / Ay, Ay, Ay Paloma, Polydor-23 923
- 1959. Rhondaly / Muli-Song, Polydor-24 138
- 1959. Seine Grosse Erfolge, Polydor-LSY-LPHM 84045
- 1960. Endlich / So allein, Polydor-24 234
- 1960. Mit 17 fängt das Leben erst an (Save the Last Dance for Me) / Auf der Sonnenseite der Welt, Polydor-24 405
- 1961. Tiefes blaues Meer / Wenn ich in deine Augen schau, Polydor-24 540
- 1962. Jezebel / Glaub’ daran, Polydor- 24 672
- 1962. Ein ganzes Leben lang / Ich denk’ nur an's Wiedersehen, Polydor-24 897
- 1963. Danke schön! / Geh’ doch nicht vorbei, Polydor-52 001
- 1963. Danke schön ! / Traumlied, Polydor-52 160
- 1964. Hochzeit in Montania / Laß’ dein little Girl nie weinen, Polydor-52 352
- 1964. Sonntag in Amsterdam / Zuhause, wieder zuhause sein, Polydor-52 249
- 1966. Fremde in der Nacht / Wiederseh'n, Polydor-52 708
- 1966. Rot ist der Wein / Wer so jung ist wie du, Polydor-52 637
- 1966. Mit 17 fängt das Leben erst an, Polydor- 2416 227
- 1966. Schlager-Erinnerungen mit Ivo Robić, Karussell-535 005
- 1967. Die Welt war schön / Geh nicht vorbei, Polydor-52 875
- 1968. Ivo Robić: Singt Kaempfert Erfolge, Polydor-249 270 LP
- 1968. Ivo Robić: Singt Kaempfert Erfolge, Polydor-249 270 LP
- 1968. Gold stucke, Karussell-2876036
- 1969. Geh doch nicht am Glück vorbei / Wer das Wunder kennt, Polydor-53 157 .
- 1969. Unvergessene Hits, Polydor-31 909 5
- 1971. Ich zeig’ Dir den Sonnenschein / Die erste Liebe im Leben, Polydor-2041 160
- 1972. Ihre schönsten schlager, Luxor Gold-41030
- 2006. Singt Bert Kaempfert, Bear Family-BCD 16737 AH

Платівки, випущені в Чехії
- 195?. Ivo Robič (How high is the moon/Day by day/Someone to wathch over me/Answer me) SU 1051
- 1959. Ivo Robič sings in English (So in love/Memory/The nearness of you/I only have eyes for you) SUED 1066K
- 1959 Hit Parade, Supraphon-SUB 13070
- 1965. Love songs with Ivo Robič (Love Me Tender/All Alone Am I / Una Lacrima Sol Viso/Uno Per Tutto) SUK 36195
- Hit Parade, Supraphon-SUB 13070
- Ivo Robič (Blueberry Hill/The sunflower/You, me and us/Cindy, oh Cindy) SUED 1067K
- Ivo Robič sings (Unchained Melody/Whatever will be, will be/Good Night /Wake The Town And Tell) SUK 33388
- Diana / Buena Sera,-SUN 45018